# The Dean Martin Celebrity Roast
The Dean Martin Celebrity Roast är ett amerikanskt underhållningsprogram med Dean Martin som värd som sändes på NBC 1974–1984. I programmet "roastades" en känd hedersgäst av olika kända vänner och kollegor, utöver skämt och kärleksfulla drifter utdelades också hyllningar. Efter varje roast erbjöds hedersgästen en möjlighet till genmäle. Formatet skapades efter roasterna som hölls på New York Friars' Club. Under många år spelades programmet in i MGM Grand Hotels Ziegfeld Room i Las Vegas.
De enda som roastades vid två tillfällen var Michael Landon, Redd Foxx, Joe Namath och Jack Klugman; Landons andra roast 1984 var den allra sista i serien. När Dean Martin själv roastades var Don Rickles roastmaster. Komikern Nipsey Russell och imitatören Rich Little är de som medverkat i flest roaster, vardera 24 gånger.

## Avsnitt och medverkande

### The Dean Martin Show
- Johnny Carson, 11 januari 1973
  - Roasters: George Burns, Truman Capote, Doc Severinsen, Joey Bishop, Ruth Buzzi, Dom DeLuise, Bob Newhart, Louisa Moritz, Fred DeCordova, Jonathan Winters, Foster Brooks, Dionne Warwick, Rich Little, Barry Goldwater, Bette Davis, Martin Milner, Kent McCord, Redd Foxx, Jack Benny, Joanna Holland, George Gobel, Cliff Robertson
- William Conrad, 10 april 1973
  - Roasters: Phyllis Diller, Nipsey Russell, Petula Clark, Bob Newhart, Jackie Gayle
- Carroll O'Connor, 12 juli 1973
  - Roasters: Dan Rowan, Dick Martin, Marty Allen, Mike Connors, Elsie Birdwell, Norm Crosby, John Lindsay, Nipsey Russell, Gene Kelly, Joey Bishop, Ward Wood, William Conrad, William Holden, Donald O'Connor, Charles Nelson Reilly, Zsa Zsa Gabor, Ruth Buzzi, Barry Goldwater, Cass Elliot, Redd Foxx, Don Rickles, Foster Brooks
- Wilt Chamberlain, 11 augusti 1973
  - Roasters: Norm Crosby, Happy Hairston, Audrey Meadows, Ken Berry, Nipsey Russell, Bill Shoemaker, Vernon Scott, George Kennedy, Jackie Gayle
- Guvernör Ronald Reagan, 13 september 1973
  - Roasters: Jackie Vernon, Phyllis Diller, Dom DeLuise, Pat Henry, Mark Spitz, Jack Benny, Jonathan Winters, Nipsey Russell, Nancy Reagan, Don Rickles
- Hugh Hefner, 20 september 1973
  - Roasters: Billy Baxter, Howard Cosell, Jackie Gayle, Dick Martin, Joey Bishop
- Ed McMahon, 27 september 1973
  - Roasters: Pat Buttram, Jackie Vernon, Dionne Warwick, Steve Landesberg, Charo, Jack Carter
- Bette Davis, 18 oktober 1973
  - Roasters: Pat Buttram, Kay Medford, Nipsey Russell, Joyce Haber, Vincent Price, Army Archerd, Barbara Heller, Henry Fonda, Howard Cosell
- Senator Barry Goldwater, 25 oktober 1973
  - Roasters: William Conrad, Norm Crosby, Steve Landesberg, Carroll O'Connor, William Holden, Mark Russell, Zsa Zsa Gabor, Donald Rice, Dan Rowan
- Kirk Douglas, 10 november 1973
  - Roasters: Ted Knight, Norm Crosby, Jack Burns, Avery Schreiber, Rich Little, Lynn Anderson, Jackie Gayle, Don Rickles
- Senatorn och tidigare vicepresidenten Hubert Humphrey, 22 november 1973
  - Roasters: Pat Henry, Nipsey Russell, Gene Kelly, Leo Durocher, Mort Sahl, Ted Knight, Mark Russell, Rich Little, Donald Rice, Lowell Weicker, Foster Brooks, Audrey Meadows
- Monty Hall, 13 december 1973
  - Roasters: Bert Parks, Audrey Meadows, Rocky Graziano, Donald O'Connor, Gene Kelly, Birch Bayh, Art Linkletter, Jack Carter
- Jack Klugman & Tony Randall, 20 december 1973
  - Roasters: Mike Connors, Gary Burghoff, Ruth Buzzi, Soupy Sales, Jack Carter, Leonard Barr, Jackie Vernon, Loretta Lynn, Doug Kershaw, Laffit Pincay, Jr.
- Redd Foxx, 3 januari 1974
  - Roasters: Demond Wilson, Joey Bishop, Nipsey Russell, Foster Brooks, Norm Crosby, Rich Little, Jim Bailey, Jackie Gayle, John Barbour, Slappy White
- Leo Durocher, 17 januari 1974
  - Roasters: Gene Kelly, Maury Wills, Bobby Riggs, Dizzy Dean, Chuck Connors, Alex Karras, Jack Carter, Foster Brooks, Gladys Knight
- Truman Capote, 24 januari 1974
  - Roasters: Jean Simmons, Ted Knight, Audrey Meadows, Donald O'Connor, Rich Little, Joseph Wambaugh, Rocky Graziano, Foster Brooks, Anna Moffo, Johnny Russell
- Ralph Nader, 14 februari 1974
  - Roasters: Jack Klugman, James Brolin, Jane Withers, Steve Landesberg, Mort Sahl, Rich Little, Ruth Buzzi, Jackie Gayle, Foster Brooks, Donna Fargo
- Jack Benny, 21 februari 1974
  - Roasters: Jimmy Stewart, Joey Bishop, Florence Henderson, George Burns, Norm Crosby, Zubin Mehta, Pearl Bailey, Dick Martin, Mark Spitz, Wayne Newton, Rich Little, Demond Wilson, Jack Carter, Foster Brooks, Gary Burghoff
- George Washington (spelad av Jan Leighton), 15 mars 1974
  - Audrey Meadows (som Martha Washington), Dick Martin, Leonard Barr, Steve Lawrence (som Washingtons assistent), Corbett Monica, Nipsey Russell, Euell Gibbons, Henny Youngman, Jack Carter, Foster Brooks (som Washingtons pressekreterare)
- Dan Rowan & Dick Martin, 22 mars 1974
  - Roasters: Joey Bishop, Audrey Meadows, Arte Johnson, Richard Dawson, Nipsey Russell, Steve Lawrence, Bob Newhart, Ruth Buzzi, Foster Brooks
- Hank Aaron, 29 mars 1974
  - Roasters: Joey Bishop, Eddie Mathews, Audrey Meadows, Lou Rawls, Norm Crosby, Jackie Bavene, Lynn Anderson, Nipsey Russell, Dizzy Dean, Jeannie Rineal, Rodney Allen Rippy, Foster Brooks
- Joe Namath, 4 maj 1974
  - Roasters: Don Meredith, Weeb Ewbank, Paul "Bear" Bryant, Dick Butkus, Jim Plunkett, Audrey Meadows, David Janssen, Nipsey Russell, Corbett Monica, Angie Dickinson, Fulton J. Sheen, Foster Brooks, Charlie Callas, Joey Bishop, Rich Little, Slappy White
- Don Rickles, 2 juli 1974
  - Roasters: Joey Bishop, Phyllis Diller, Lorne Greene, Dan Rowan, Dick Martin, Casey Kasem, Bob Newhart, Carol Channing, Nipsey Russell, Cliff Robertson, Jack Klugman, Pat Henry, Kirk Douglas, Rich Little, Telly Savalas, Charlie Callas, Foster Brooks, Eugene Cernan
- Bobby Riggs, 3 augusti 1974
  - Roasters: Vincent Price, Chuck Connors, Leo Durocher, Alex Karras, Wayne Newton, Lynn Anderson, Don Rice, Jack Carter, Rosemary Casals.
- Zsa Zsa Gabor, 1 oktober 1974
  - Roasters: Donald O'Connor, Charles Nelson Reilly, Sue Cameron, Corbett Monica, Donna Fargo, Lonnie Schorr, Ruth Buzzi, Buddy Hackett, Mel Tillis

### The Dean Martin Celebrity Roast
- Bob Hope, 31 oktober 1974
  - Roasters: Flip Wilson, Ronald Reagan, John Wayne, Ginger Rogers, Foster Brooks, Jimmy Stewart, Milton Berle, Billy Graham, Rich Little, Howard Cosell, Jack Benny, Zsa Zsa Gabor, Nipsey Russell, Omar Bradley, Phyllis Diller, Neil Armstrong, Henry Kissinger, Don Rickles, Dolores Hope, Johnny Bench, Sugar Ray Robinson, Mark Spitz
- Telly Savalas, 15 november 1974
  - Roasters: Phyllis Diller, Howard Cosell, George Kennedy, Dom DeLuise, Peter Graves, Casey Kasem, Shelley Winters, Ernest Borgnine, Dan Rowan, Dick Martin, Foster Brooks, Richard Roundtree, Robert Stack, Nipsey Russell, Rich Little, Angie Dickinson, Don Rickles
- Lucille Ball, 7 februari 1975
  - Roasters: Phyllis Diller, Dan Rowan, Dick Martin, Ruth Buzzi, Bob Hope, Milton Berle, Gary Morton, Gale Gordon, Totie Fields, Rich Little, Henry Fonda, Ginger Rogers, Foster Brooks, Nipsey Russell, Jack Benny, Vivian Vance, Don Rickles
- Jackie Gleason, 27 februari 1975
  - Roasters: Phyllis Diller, Milton Berle, Danny Thomas, Audrey Meadows, Gene Kelly, Nipsey Russell, Sandy Herdt, Sid Caesar, Sheila MacRae, Art Carney, Frank Gorshin, Foster Brooks
- Sammy Davis, Jr., 24 april 1975
  - Roasters: Milton Berle, Wilt Chamberlain, Freddie Prinze, Norm Crosby, Dionne Warwick, Joey Bishop, Nipsey Russell, Phyllis Diller, Jan Murray, Frank Gorshin, Foster Brooks, Don Rickles, Altovise Davis, Danny Thomas
- Michael Landon, 15 maj 1975
  - Roasters: Amanda Blake, Ernest Borgnine, Sid Caesar, Phyllis Diller, Euell Gibbons, Lorne Greene, Guy Marks, Jan Murray, Don Rickles, Cliff Robertson, Victor Sen Yung, Joey Bishop, Norm Crosby
- Evel Knievel, 11 november 1975
  - Roasters: Gabe Kaplan, Isabel Sanford, Ernest Borgnine, Milton Berle, William Conrad, Barry Goldwater, Glen Campbell, Georgia Engel, Jackie Cooper, Nipsey Russell, Joyce Brothers, Charlie Callas, Cliff Robertson, McLean Stevenson, Sandy Herdt, Audrey Meadows, Ruth Buzzi, Don Rickles
- Valerie Harper, 20 november 1975
  - Roasters: Rich Little, Isabel Sanford, David Groh, Red Buttons, Phyllis Diller, Jack Albertson, Shelley Winters, Milton Berle, Ed Asner, Richard Schaal, Harold Gould, Eva Gabor, Chad Everett, Julie Kavner, Nipsey Russell, Georgia Engel, Foster Brooks, Jack Carter.
- Muhammad Ali, 19 februari 1976
  - Roasters: Freddie Prinze, Gabe Kaplan, Red Buttons, Tony Orlando, Wilt Chamberlain, Georgia Engel, Billy Crystal, Floyd Patterson, Howard Cosell, Ruth Buzzi, Gene Kelly, Sherman Hemsley, Isabel Sanford, Rocky Graziano, Foster Brooks, Orson Welles, Nipsey Russell
- Dean Martin, 27 februari 1976
  - Roasters: Don Rickles (Roastmaster), Orson Welles, Paul Lynde, Joe Namath, Barry Goldwater, Angie Dickinson, Muhammad Ali, Jimmy Stewart, Gabe Kaplan, Gene Kelly, Hubert Humphrey, Charlie Callas, John Wayne, Joey Bishop, Rich Little, Ruth Buzzi, Tony Orlando, Georgia Engel, Nipsey Russell, Foster Brooks, Howard Cosell, Dan Rowan, Dick Martin, Bob Hope
- Dennis Weaver, 27 april 1976
  - Roasters: William Conrad, Shelley Winters, Steve Forrest, Red Buttons, Rich Little, Mike Connors, Milburn Stone, Ruth Buzzi, Nipsey Russell, Zsa Zsa Gabor, Georgia Engel, Amanda Blake, Peter Graves, Foster Brooks, Milton Berle
- Joe Garagiola, 25 maj 1976
  - Roasters: Red Buttons, Orson Welles, Luis Tiant, Pat Henry, Nipsey Russell, Willie Mays, Hank Aaron, Yogi Berra, Norm Crosby, Shirley Jones, Mickey Mantle, Jack Carter, Stan Musial, Maury Wills, Charles O. Finley, Charlie Callas, Jackie Gayle
- Redd Foxx, 26 november 1976
  - Roasters: Milton Berle, Isabel Sanford, Isaac Hayes, LaWanda Page, Jimmie Walker, Slappy White, Liz Torres, George Kirby, Norm Crosby, Steve Allen, Joe Garagiola, Nipsey Russell, Don Rickles, Marty Allen, Abe Vigoda, Orson Welles
- Danny Thomas, 15 december 1976
  - Roasters: Lucille Ball, Milton Berle, Gene Kelly, Jimmie Walker, Red Buttons, Harvey Korman, Charo, Charlie Callas, Ruth Buzzi, Nipsey Russell, Dena Dietrich, Howard Cosell, Jan Murray, Don Knotts, Orson Welles
- Ted Knight, 3 februari 1977
  - Roasters: Ed Asner, Gavin MacLeod, Georgia Engel, Jimmy Stewart, Orson Welles, Jimmie Walker, Jack Carter, Harvey Korman, Jackie Mason, Red Buttons, LaWanda Page, Paul Williams, Foster Brooks, Scatman Crothers, Kelly Monteith, Willie Tyler & Lester, Julie McWhirter, Renée Richards
- Dan Haggerty, 11 februari 1977
  - Roasters: Denver Pyle, William Conrad, Harry Morgan, Pat Harrington, Roger Miller, Orson Welles, Abe Vigoda, Rich Little, Ruth Buzzi, Red Buttons, Jimmie Walker, Charlie Callas, LaWanda Page, Foster Brooks, Marilyn Michaels, Jackie Gayle, Tom Dreesen
- Gabe Kaplan, 21 februari 1977
  - Roasters: Nipsey Russell, Liz Torres, Billy Crystal, Red Buttons, Charo, Jimmie Walker, Orson Welles, Howard Cosell, Johnny Bench, Ed Bluestone, Alice Ghostley, Joe Garagiola, Charlie Callas, Abe Vigoda, George Kirby, Milton Berle
- Peter Marshall, 22 maj 1977
  - Roasters: Joey Bishop, Rose Marie, Red Buttons, Zsa Zsa Gabor, Orson Welles, Rip Taylor, Vincent Price, Karen Valentine, Ed Bluestone, Foster Brooks, Jimmie Walker, Jackie Gayle, Paul Lynde, Jack Carter, Wayland Flowers & Madam
- Angie Dickinson, 2 augusti 1977
  - Roasters: Jimmy Stewart, Eve Arden, Earl Holliman, Orson Welles, Joey Bishop, Juliet Prowse, Jimmie Walker, Cindy Williams, Red Buttons, Cathy Rigby, Jackie Mason, Scatman Crothers, LaWanda Page, Ruth Buzzi, Charlie Callas, Foster Brooks, Rex Reed
- Jack Klugman, 17 mars 1978
  - Roasters: Tony Randall, Milton Berle, Katherine Helmond, Dick Martin, Red Buttons, Abbe Lane, Joey Bishop, Phyllis Diller, LaWanda Page, Ruth Buzzi, Robert Guillaume, Kay Medford, Connie Stevens, Foster Brooks, Don Rickles, Joyce Brothers
- George Burns, 17 maj 1978
  - Roasters: Gene Kelly, Connie Stevens, James Stewart, Milton Berle, Jack Carter, Phyllis Diller, Ernest Borgnine, Joey Bishop, Norm Crosby, Euell Gibbons (postumt), Guy Marks, Jan Murray, Cliff Robertson, Lorne Greene, Sid Caesar, Amanda Blake, Victor Sen Yung, Don Rickles, LaWanda Page, Abe Vigoda, Dom DeLuise, Ronald Reagan, Orson Welles, Charlie Callas, Ruth Buzzi, Frank Welker
- Betty White, 31 maj 1978
  - Roasters: Peter Marshall, Jimmie Walker, Bonnie Franklin, Orson Welles, Red Buttons, Charlie Callas, Abe Vigoda, LaWanda Page, Foster Brooks, Phyllis Diller, Rich Little, John Hillerman, Georgia Engel, Dan Haggerty, Milton Berle, Allen Ludden
- Frank Sinatra, 2 juli 1978
  - Roasters: Ronald Reagan, Gene Kelly, Don Rickles, George Burns, Dom DeLuise, Redd Foxx, Jimmy Stewart, Flip Wilson, Telly Savalas, Jonathan Winters, LaWanda Page, Red Buttons, Milton Berle, Ernest Borgnine, Orson Welles, Rich Little, Barbara Marx, Jilly Rizzo, Ruth Buzzi, Peter Falk
- Jimmy Stewart, 5 oktober 1978
  - Roasters: Lucille Ball, June Allyson, Greer Garson, Red Buttons, Barry Goldwater, Henry Fonda, Eddie Albert, Foster Brooks, George Burns, Tony Randall, Don Rickles, Rich Little, Janet Leigh, Milton Berle, Jesse White, Orson Welles, Mickey Rooney, LaWanda Page, Ruth Buzzi
- Suzanne Somers, 21 november 1978
  - Roasters: Milton Berle, Lorne Greene, Joyce Brothers, Audra Lindley, Norman Fell, Norm Crosby, Lee Meriwether, Charlie Callas, Bernie Kopell, Red Buttons, LaWanda Page, Paul Anka, Ruth Buzzi, Tom Bosley, Rich Little, Jackie Gayle, Zsa Zsa Gabor, Alan Hamel
- Joe Namath, 19 januari 1979
  - Roasters: Joey Bishop, Lee Meriwether, Bruce Jenner, Dick Butkus, Jimmie Walker, Angie Dickinson, Norm Crosby, Charlie Callas, Milton Berle, Red Buttons, Jackie Gayle, Don Meredith, Rich Little, Orson Welles,  Mel Tillis, Bernie Kopell, David Doyle, George Blanda
- Joan Collins, 24 februari 1984
  - Roasters: John Forsythe, Aaron Spelling, Gavin MacLeod, Beatrice Arthur, Red Buttons, Phyllis Diller, Angie Dickinson, Charlie Callas, Rich Little, Anne Baxter, Don Rickles, Zsa Zsa Gabor, Dom DeLuise, Milton Berle
- Mr. T, 14 mars 1984
  - Roasters: Bob Hope, George Peppard, Gary Coleman, Ann Jillian, Red Buttons, Rich Little, Rick Schroder, Gavin MacLeod, Slappy White, Dick Shawn, Howard Cosell, Maureen Murphy, Don Rickles, Nell Carter
- Michael Landon, 12 juli 1984
  - Roasters: Melissa Gilbert, Brian Keith, Lorne Greene, Merlin Olsen, Vic Tayback, Maureen Murphy, Rich Little, Pat Harrington, Dick Butkus, Bubba Smith, Dick Shawn, Norm Crosby, Orson Welles, Don Rickles, Slappy White